# Hari Krishan
Hari Krishan (ur. 23 marca 1988) – indyjski zapaśnik walczący w stylu klasycznym. Wicemistrz Wspólnoty Narodów w 2009 roku.